# Iga Mori
Iga Mori (em japonês: 毛利伊賀; 11 de fevereiro de 1864 – 12 de maio de 1951) foi um médico japonês que atuava no Havaí. Ele era um líder comunitário ativo que ajudou a fundar o Centro Médico Kuakini.

## Infância e educação
Mori nasceu em 11 de fevereiro de 1864, na prefeitura de Ishikawa, no Japão. Seu nome de nascimento era Igajiro Oguri, que mais tarde foi renomeado para Iga Mori devido a sua adoção pelo clã Mori em Kanazawa. Ele estudou na Escola Médica Naval, em Tóquio e, posteriormente, foi para o exterior para estudar no Colégio Médico Cooper, graduando-se em 1891.

## Carreira
Após a graduação, Mori foi recrutado pelo Reino Havaiano para cuidar de trabalhadores japoneses em uma plantação de açúcar em Olaa, perto de Hilo. Ele desempenho essa função até 1894, quando foi chamado de volta ao Japão para servir na Guerra Sino-Japonesa. Seu serviço lhe rendeu a Ordem do Tesouro Sagrado, sexta classe. Após a guerra, ele retornou ao Havaí e ajudou a fundar um hospital com Sanzaburo Kobayashi e Matsujiro Misawa. Alguns de seus pacientes incluíram a rainha Liliuokalani e o conde Mutsu Munemitsu.
Em 1898, Mori viajou brevemente para a Escócia para estudar patologia e bacteriologia na Universidade de Glasgow.
Após o incêndio em Chinatown em 1900, Mori trabalhou como membro da Sociedade Benevolente Japonesa para iniciar um hospital de caridade, que mais tarde se tornou o Centro Médico de Kuakini. Ele ocupou cargos de liderança em organizações comunitárias como a Sociedade Benevolente Japonesa, a Sociedade Japonesa Unida, a Associação Salarial Mais Alta e o Instituto de Relações do Pacífico, bem como era membro do Conselho de Administração do Instituto do Meio Pacífico. Mori criou uma coleção de livros asiáticos na Biblioteca Pública Estadual do Havaí.
Durante a Segunda Guerra Mundial, Mori foi preso pelo FBI após o ataque a Pearl Harbor. Ao contrário de seu filho, Motokazu Mori, e sua nora, Ishiko Mori, ele foi rapidamente libertado e não foi encarcerado no continente. Aposentou-se quando a guerra começou, mas continuou tratando pequenos problemas e dando vacinas.
Mori morreu em 12 de maio de 1951.